# ويليان بوب
ويليان بوب (بالبرتغالية: Willian Popp‏) (13 أبريل 1994 في جوينفيل في البرازيل – )؛ هو لاعب كرة قدم كان يلعب كمهاجم.

## وصلات خارجية
- ويليان بوب على موقع رابطة كرة القدم اليابانية للمحترفين (اليابانية)
- ويليان بوب على موقع دوري كوريا الجنوبية (الإنجليزية)
- ويليان بوب على موقع قاعدة بيانات كرة القدم.إي يو (الإنجليزية)
- ويليان بوب على موقع Soccerway.com (الإنجليزية)
- ويليان بوب على موقع عالم كرة القدم.نت (الإنجليزية)